# قائمة أساطيل غواصات يو بوت
قائمة أساطيل غواصات يو بوت يحتوي قوائم أساطيل غواصات يو الألمانية في الحربين العالميتين. القواعد الموضحة هنا هي تلك التي قضى فيها الأسطول معظم فترة خدمته. خلال الحرب العالمية الثانية، كانت الأساطيل (المغمورة اساطيل الغواصات) في الغالب تنتشر بشكل تكتيكي، على عكس الأساطيل السطحية لكريغسمارينه والتي كانت إدارية بشكل أساسي.

## الحرب العالمية الأولى
تحتوي هذه القائمة على أساطيل غواصات يو الألمانية خلال الحرب العالمية الأولى.
| اسم                                | اكتب | يتمركز       |
| ---------------------------------- | ---- | ------------ |
| أسطول أعالي البحار                 | *    | فيلهلمسهافن  |
| أسطول فلاندرز                      | *    | بروج         |
| أسطول بولا (البحر الأدرياتيكي)     | *    | بولا، كاتارو |
| أسطول كورلاند (بحر البلطيق)        | *    | ليبايا       |
| أسطول القسطنطينية ( البحر الأسود ) | *    | القسطنطينية  |

## الحرب العالمية الثانية
تحتوي هذه القائمة على أساطيل غواصات يو الألمانية خلال الحرب العالمية الثانية. بعد عام 1941، تم تنظيم أسطول غوصات يو حسب المناطق.
| اسم                             | اكتب        | يتمركز        |
| ------------------------------- | ----------- | ------------- |
| أسطول الغواصات الأول            | قتال        | بريست         |
| أسطول الغواصات الثاني           | قتال        | لوريان        |
| أسطول الغواصات الثالث           | قتال        | لا روشيل      |
| أسطول الغواصات الرابع           | تدريب       | شتشين         |
| أسطول الغواصات الخامس           | تدريب       | كييل          |
| أسطول الغواصات السادس           | قتال        | سان نازير     |
| أسطول الغواصات السابع           | قتال        | سان نازير     |
| أسطول الغواصات الثامن           | تدريب       | غدانسك        |
| أسطول الغواصات التاسع           | قتال        | بريست         |
| أسطول الغواصات العاشر           | قتال        | لوريان        |
| أسطول الغواصات الحادي عشر       | قتال        | بيرغن         |
| أسطول الغواصات الثاني عشر       | قتال        | بوردو         |
| أسطول الغواصات الثالث عشر       | قتال        | تروندهايم     |
| أسطول الغواصات الرابع عشر       | قتال        | نارفيك        |
| أسطول الغواصات الثامن عشر       | تدريب       | هيلا          |
| أسطول الغواصات التاسع عشر       | تدريب       | بالتييسك      |
| أسطول الغواصات العشرون          | تدريب       | بالتييسك      |
| أسطول الغواصات الواحد والعشرون  | تدريب       | بالتييسك      |
| أسطول الغواصات الثاني والعشرون  | تدريب       | غدينيا        |
| أسطول الغواصات الثالث والعشرون  | تدريب قتالي | سلاميس/غدانسك |
| أسطول الغواصات الرابع والعشرون  | تدريب       | كلايبيدا      |
| أسطول الغواصات الخامس والعشرون  | تدريب       | يبو           |
| أسطول الغواصات السادس والعشرون  | تدريب       | بالتييسك      |
| أسطول الغواصات السابع والعشرون  | تدريب       | غدينيا        |
| أسطول الغواصات التاسع والعشرون  | قتال        | لا سبيتسيا    |
| أسطول الغواصات الثلاثون         | قتال        | كونستانتسا    |
| أسطول الغواصات الواحد والثلاثون | تدريب       | هامبورغ       |
| أسطول الغواصات الثاني والثلاثون | تدريب       | كنيغسبرغ      |
| أسطول الغواصات الثالث والثلاثون | قتال        | فلنسبورغ      |

## روابط خارجية
- Uboat.net: صفحة ويب أسطول قارب يو